# 亀井少琹
亀井少琹（かめい しょうきん、1798年4月4日（寛政10年2月19日） - 1857年8月25日（安政4年7月6日））は江戸時代後期の漢詩人、詩書家、文人画家。「少琴」、「小琴」などの表記もある。

## 生涯

### 幼少期
筑前国早良郡姪浜村（現・福岡県福岡市西区）にて父亀井昭陽、母いちの長女として生まれる。
4歳頃から、父 昭陽の手ほどきで、陽明学の一派の儒学を学ぶ。「孝経」の素読も行った。この頃同時に書も学ぶ。9歳にして、「秋月藩8代藩主 秋月長舒（ながのぶ）主催の書画展「西都雅集」において、名声を博し藩主より縮緬の帯を褒美に与えられる。
妹の「敬」（1800年生）とともに、百道（ももち）の浜辺でしじみや、あさり、はまぐりなどを採り少女期を過ごす。当時、百道浜は自然豊かであり、松林もあり松露とりなどもできた。採取した山の幸は、家族、書生など大家族の食料として重宝された。家譜（族譜ともいう）には「女」とのみ記載されている。

### 若年期
祖父亀井南冥・父昭陽は福岡藩西学問所・甘棠館（かんとうかん）を主宰していたが、「寛政異学の禁」により、教授罷免、祖父南冥は終身蟄居処分となっていた。この親子は、幕府御用達の朱子学（福岡藩東学問所）とは異なる、陽明学・古学派（徂徠学、古文辞学）の思想により「個人を主張し、自由な生き方を求める」ことを追求していたので、福岡藩もこの親子を危険人物扱いせざるをえなかった。藩は漢学者としての地位を解き、昭陽の階級を下級武士扱いとした。当時（福岡藩）から現在（福岡県）も福岡地方は国境の町としての警護が張り巡らされているが、1809年（文化6年）8月より、藩命により「烽火台番」という任務（6箇所の狼煙台の連繋）につかせられ、昭陽は2年3ヶ月従事した。勤務地への赴任の内容などを、昭陽は「烽山日記」に詳細を記している。
少琹は13歳の時に父が烽火台番に出立する直前の集中講義で、「最良」の成績をとった。これは、実子といえども、平等に評価したことの証明である。父の出張の行程に途中まで同行し、父とともに途中の町（須恵町など）で詩作（漢文）を行ったりした。
15歳のときに父より「窈窕邸（ようちょうきゅう）」と名付けた書斎を与えられた。18歳の時に自作詩集「窈窕稿」を編む。94編の自作漢詩からなる。
19歳で、父の書生であった三苫源吾（1789（寛政元年）-1852年（嘉永5年）、筑前国(福岡県)怡土郡井原村出身。本姓は三苫氏、名は源・復、字は應龍、号を雷首山人、通称は源吾。亀井昭陽に学び、その学才を認められ、1810年 （文化13年）27歳の時、昭陽の娘少琹と結婚し、亀井家養子となり、平民から武士となった。医業の傍ら、妻と共に儒学を子弟に教えた）と結婚。

### 儒学者、医学者の妻として
夫の雷首山人は医業を専門としていて、各地の重要人物の主治医も務めていた。中でも平戸生月島の益富氏は西海捕鯨王で徂徠学の理解者であり、医療定期検診に赴いていた。少琹24歳の時に、福岡藩に同行願いを提出し（当時女性は自由に藩外に出られなかった）、夫に同行して平戸に旅行する。
また、夫の留守中には、の家事運営の記録「守舎日記」を漢文にて詳細に記す。

### 母親として
結婚後8年を経て27歳の時に、待望の第一子「紅」、雅称「紅染（こぞめ）」を出産。自分が父より施されたような教育を行い、母同様才気煥発な将来が期待されたが、幼くして堂々たる「仙人下九天」の書も残されているものの、5歳8ヶ月の生涯を閉じた。少栞33歳4月13日のことで、今宿亀井家年鑑には「嗚呼哀哉」とのみ記載されている。

### 晩年
最愛の娘を失い悲嘆を紛らわすように、書画に打ち込み、門弟にも講義を行ったりした。特に1853年ごろには、書よりも絵画に有名になり、制作の依頼が多数あった。
安政4年（1857年）7月6日、今宿で死没。60歳。遺体は百道の地行（じぎょう）
（現・福岡市中央区地行）の浄満寺に葬られた。
「南当仁校区ちょっと昔ひすとりい」(2018)によれば「地形（ちぎょう）とは地面をならし固めること。福岡藩二代目藩主・黒田忠之は下級武士（足軽）を住まわせるために「菰川（こもがわ）」と「樋井川（ひいがわ）」に挟まれたこの地を宅地として整備し「地形」と名付けた。1872年（明治5年）に「地形」を「地行」と改めた。

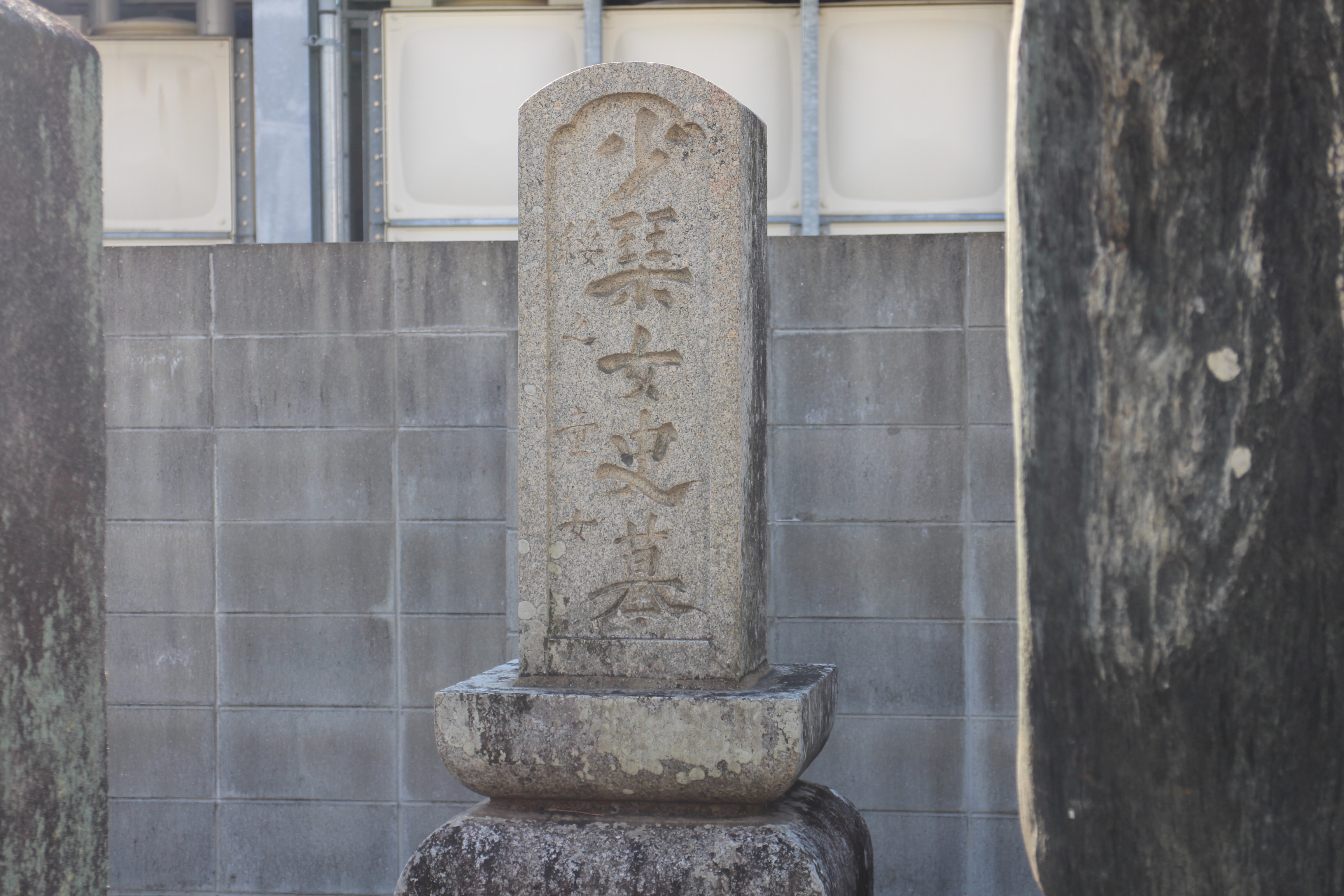
福岡市中央区地行 浄満寺にある亀井少琹の墓

### 原采蘋との交流
亀井少琹と原采蘋は、「清筑の二女」と並び称された。（なお、筑前五女とは、貝原東軒（貝原益軒夫人）、亀井少琹、野村望東尼、二川玉篠、高場乱）
秋月藩 中興の名君・黒田長舒（ながのぶ）の主催した、詩画展において早熟の才能を認められた（上記）。その頃より、同年の秋月の儒学者、原古処の娘 原采蘋との交流が始まる。ともに当時の封建制度の中における、武士階級の儒学者の家系にありながら、父親のリベラルな思想を背景に、学問をなすことを奨励された希少な少女同士として、福岡藩と秋月藩と近接した藩ではあるが、離れていても友情を育んだ。1808年には、目を患った少栞のもとに遊びにきた。原采蘋は28才の時に、江戸で遊学に出る前に福岡藩の亀井家を訪れて、少琹にも会っている。

## 評価
少琹についての各時代の評者による評価には以下のようなものがある。

### 広瀬淡窓
広瀬淡窓は弟子たちとともに、1845年（弘化2年）4月23日、47歳の少琹と夫昭陽を今宿の屋敷（好音亭）に訪ねた際の印象を『懐旧楼筆記』に記しており、庄野寿人の『閨秀 亀井少琹伝』に以下の通り記載されている。
淡窓が、今宿亀井家を訪問した時に、好音亭書斎に淡窓が入るのと一緒に門人たちも、どやどやと入室したのである。淡窓は、次の部屋に弟子たちは待つ。後に弟子を呼び込み紹介しようと思っていたのである。それが、ことわりもなしに一緒に入室した無礼をとがめたのは当然である。これには弟子たちも返す言葉がなかったのであるが、その中の一人が「少琹を、早く見たかったのです」と全員の心中を語ったのに、全員そうです。と相槌を打つような状況を呈した。これには、淡窓も、いささか笑った表情で次の言葉をしなかったと思われる。ユーモア溢れる一座の師弟雰囲気がよくうかがえる。
本稿の冒頭にした少琹艶詩は、当時から広く知られ、その余波は少琹の恋歌にふさわしい美人像を生んだのも当然である。これが、温良な広瀬淡窓門人に、話題の女性を一目、早く見たいとした書生気分がわかる一文である。—庄野寿人、『閨秀亀井少琹伝』亀陽文庫・能古博物館、1992年、68頁
ここで言及される「少琹艶詩」
“九州第一の梅 今夜君が為に開く 花の真意を知らんと欲せば 三更の月を踏んで来れ”
について 『閨秀亀井少琹伝』には以下の通り記載されている。
かねてより求愛されていた男性に、艶麗、かつ大胆に答えて男を誘った詩である。この漢詩は、厳格な漢学者の「男女七才にして席を同じくせず」とする時代、その家庭の子女には絶対にあり得ないとして、少琹作詩を否定する意見も多い。未だその断定がされない詩である。」—庄野寿人、『閨秀亀井少琹伝』亀陽文庫・能古博物館、1992年、4頁

### 西村天囚
西村天囚が九州の儒者を訪ね歩いた道中談をまとめた興味深い著作『九州巡礼』（1907年（明治40年））をもとに、校注を丁寧に加えて編集した著書『九州の儒者たちー儒学の系譜を訪ねて』に、亀井家にて書画を見た際の印象が、以下の通り記載されている。
亀井昭陽の女（むすめ）にして、「九州第一梅、今夜為君開」の詩に名高き少琹女史は、其の夫雷首山人と共に、初め前原に住し、後、今宿に移り住み…（中略）…（少琹故宅を訪れ書画を見せてもらい、その印象を）細楷の字法正しく、筆力枯勁にして脂粉の気なし。（後略）—著者 西村天囚、校注 菰口治、『九州の儒者たちー儒学の系譜を訪ねて』海鳥社、1991年、46-48 頁

### 前田淑
江戸期の福岡県の女流文学研究者である前田淑による評論は以下の通りである。
『窈窕稿』に収められた漢詩は、前に述べたように少琹が十八歳ごろまでの作品であるが、父昭陽の薫陶の成果であろうか、あるいは亀井一族の作風であろうか、実に堂々とした風格をもっている—前田 淑、『江戸時代女流文芸史（俳諧・和歌・漢詩 編）』笠間書院、1999年、282頁
また、『近世地方女流文芸拾遺』には、
「少琹については、その知名度に比べて、漢詩人としての業績は、まとめられたものが少く、どちらかと言えば絵画や書跡の分野で知られた女性である。特に閨秀画家としての名声は『画乗要略（がじょうようりゃく）』（白井華陽著、天保二年序）、『古今南画要覧（ここんなんがようらん）』（嘉永六年序）にもその名が記されるほど、当代一流の画家として、全国的に著名な女性であった。勿論、漢詩についても、本著にみられるように、すでに十代の若い頃から父昭陽の薫陶をうけていたのであるが、その作はあまり陽の目をみることなく、永く亀井家に架蔵されたままになっていた。筆者は先年、少琹の小伝を書くにあたり（「福岡女学院短大紀要」第16号参照）、後裔である亀井准輔氏のご好意により、その作品の大略を披見することができた。—前田 淑、『近世地方女流文芸拾遺』弦書房、2005年 481-482頁
と記載されている。